# Afon Tryweryn
Afon Tryweryn är ett vattendrag i Storbritannien.   Det ligger i riksdelen Wales, i den södra delen av landet, 280 km nordväst om huvudstaden London. Afon Tryweryn ligger vid sjön Bala Lake.